# Diadesmidaceae
Famille
Les Diadesmidaceae sont une famille d'algues de l'embranchement des Bacillariophyta (Diatomées), de la classe des Bacillariophyceae et de l’ordre des Naviculales.

## Étymologie
Le nom de la famille vient du genre type Diadesmis, dérivé du grec  διαδημα / diadéma, « bandeau ; diadème », en référence aux longues colonies que forme cette diatomée.

## Description
Selon A. Pritchard chaque individu du genre type Diadesmis est en forme de navire (Navicularia). Il constitue des colonies en forme de boucles allongée biconvexes, où les individus sont étroitement reliés. Chaque cellule possède une unique cavité centrale et deux ouvertures terminales distinctes. 

## Liste des genres
Selon AlgaeBase (16 mai 2022) :
- Diadesmis Kützing, 1844  genre type
- Humidophila (Lange-Bertalot & Werum) R.L.Lowe et al., 2014
- Luticola D.G.Mann, 1990
- Olifantiella Riaux-Gobin & Compère, 2009
- Paraluticola Metzeltin & Lange-Bertalot, 2003

## Systématique
Le nom correct complet (avec auteur) de ce taxon est Diadesmidaceae D.G.Mann.